# Моховое (Тимирязевский район)
Моховое (каз. Моховое) — упразднённое село в Тимирязевском районе Северо-Казахстанской области Казахстана. На момент упразднения входило в состав Докучаевского сельсовет. Ликвидировано в 1985 году.

## География
Располагалось у озера Айман, в 10 км (по прямой) к северо-западу от районного центра села Тимирязево.

## История
Указом ПВС Казахской ССР от 16.08.1971 года посёлку отделения № 1 совхоза «Тимирязевский» присвоено наименование село Моховое.
Решением Северо-Казахстанского облисполкома от 5.11.1985 года село исключено из учётных данных, как фактически не существующее с 1979 года.